# ویاچسلاو تیشچنکو
ویاچسلاو تیشچنکو (انگلیسی: Vyacheslav Tishchenko; ۱۹ اوت ۱۸۶۱ – ۲۵ فوریهٔ ۱۹۴۱) دانشمند در زمینه شیمی آلی اهل اتحاد جماهیر شوروی سوسیالیستی بود.
همچنین برندهٔ جوایزی همچون جایزه دولتی اتحاد شوروی شده‌است.